# Rautovo
Rautovo (izvirno srbsko Раутово) je naselje v Srbiji, ki upravno spada pod Občino Niška Banja; slednja pa je del Niškega upravnega okraja.

## Demografija
V naselju živi 33 polnoletnih prebivalcev, pri čemer je njihova povprečna starost 64,7 let (61,1 pri moških in 66,7 pri ženskah). Naselje ima 26 gospodinjstev, pri čemer je povprečno število članov na gospodinjstvo 1,35.
To naselje je popolnoma srbsko (glede na rezultate popisa iz leta 2002).
|  |

| Demografija | Demografija     | Demografija     |
| Leto        | Št. prebivalcev | Št. prebivalcev |
| ----------- | --------------- | --------------- |
|             |                 |                 |
|             |                 |                 |
|             |                 |                 |
|             |                 |                 |
| 1948        | 424             |                 |
| 1953        | 418             |                 |
| 1961        | 359             |                 |
| 1971        | 218             |                 |
| 1981        | 152             |                 |
| 1991        | 73              | 73              |
| 2002        | 36              | 35              |
|             |                 |                 |

| Etnična sestava po popisu iz leta 2002 | Etnična sestava po popisu iz leta 2002 | Etnična sestava po popisu iz leta 2002 | Etnična sestava po popisu iz leta 2002 | Etnična sestava po popisu iz leta 2002 |
| -------------------------------------- | -------------------------------------- | -------------------------------------- | -------------------------------------- | -------------------------------------- |
| Srbi                                   | Srbi                                   |                                        | 35                                     | 100,0%                                 |
| Neznano                                | Neznano                                |                                        | 0                                      | 0,0%                                   |